# Водице при Сливници
Водице при Сливници (словен. Vodice pri Slivnici) је насељено место у општини Шентјур, Савињска регија, Словенија.

## Историја
До територијалне реорганизације у Словенији биле су у саставу старе општине Шентјур при Цељу.

## Становништво
У попису становништва из 2011. године, Водице при Сливници су имале 26 становника.
| Број становника према пописима | Број становника према пописима | Број становника према пописима |
| ------------------------------ | ------------------------------ | ------------------------------ |
| 1991                           | 2002                           | 2011                           |
| 34                             | 27                             | 26                             |

Напомена: До 1953. исказивано под именом Водице.